# Zdenek Sirový
Zdenek Sirový (14. března 1932 Kladno – 24. května 1995 Praha) byl český režisér, scenárista a vysokoškolský pedagog. Mezi nejznámější filmy, které režíroval, patří např. Černí baroni, Mistr Kampanus (1993) a trezorový snímek Smuteční slavnost (1969). Byl autorem námětů k filmům Paragraf 224, Hrozba, Finský nůž a Handlíři. 

## Život a dílo
Zdenek Sirový se narodil v Kladně v rodině lékaře. Po přestěhování rodiny do Prahy navštěvoval obecnou školu ve Vladislavově ulici. V poválečných letech začal navštěvovat Masarykovo reálné gymnázium v Křemencově ulici, po jeho zrušení přestoupil na Jiráskovo reálné gymnázium v Resslově ulici a nakonec na gymnázium v Dušní. V roce 1950 byli jeho otec a bratr odsouzeni za protistátní činnost a tak nebylo Zdenkovi umožněno složit maturitní zkoušku. Nastoupil tedy jako pomocný dělník na stavbu Slapské přehrady, odtud po roce přešel do ČKD Sokolovo Praha a po dvou letech mu bylo povoleno vykonat externě maturitní zkoušku na Gymnáziu Jana Nerudy v Hellichově ulici. V maturitní den byl odveden na vojnu a zařazen k Pomocným technickým praporům – tzv. "pétépákům“ neboli „černým baronům“.
V roce 1956 byl přijat na FAMU – obor režie, studium absolvoval v roce 1961. Ještě za studia začal pracovat jako asistent režisérů Zbyňka Brynycha a Jiřího Weisse ve Filmovém studiu Barrandov, po absolvování nastoupil do Filmového studia Zlín (tehdy Gottwaldov), kde točil filmy pro děti – středometrážní film o cikánském chlapci Daniel (1961) a především snímek Chlapec a srna (1962), který získal řadu ocenění i v zahraničí. Po úspěchu tohoto filmu Sirový pracoval střídavě pro Filmové studio Barrandov a Filmové studio Gottwaldov. V roce 1963 natočil svůj první celovečerní hraný film Handlíři o problémech zemědělského družstva.
Zlom v Sirového kariéře znamenal film Smuteční slavnost, natočený podle literární předlohy Evy Kantůrkové na přelomu let 1968–1969. Kvůli zobrazení křivd 50. let se stal ideologicky nepřijatelným a byl zařazen mezi tzv. trezorové filmy. Premiéry se dočkal až v roce 1990, kdy získal řadu ocenění. Především za tento film byla od začátku normalizace Sirovému znemožněna samostatná režisérská práce a byl přeřazen jako režisér dabingu do Filmového studia Barrandov – Dabing, kterému už zůstal věrný až do své předčasné smrti. Během let 1972–1995 se tak jako dabingový režisér podepsal pod desítkami českých verzí zahraničních filmů.
Do hraného filmu se mohl zčásti vrátit až po sedmi letech, kdy začal spolupracovat se scenáristou Jiřím Křižanem a natočil filmy Hrozba (1978) a Paragraf 224 (1979) a po další sedmileté přestávce dětský snímek Outsider (1986). Dobrodružným filmem Cesta na jihozápad (1989), natáčeným mj. v pohoří Altaj, se znovu po letech vrátil ke ztvárnění povídek Jacka Londona. Filmy v té době realizoval – stejně jako ve svých počátcích – mimo pražské centrum v tehdejším gottwaldovském filmovém studiu, které se zaměřovalo na politicky méně exponované dětské filmy.     
Později Sirový působil jako pedagog na FAMU, kde postupně vyučoval dabing na katedře zvukové tvorby (1987–1989) a po Jiřím Menzelovi byl až do své smrti vedoucím katedry režie (1993–1995). V 90. letech se angažoval i v opět ustaveném FITESU.
Zdenek Sirový byl ženatý s Eliškou, rozenou Doubkovou, s níž měl tři děti – Zdeňka (*1965), Filipa (*1967) a Elišku (*1968). Syn Filip Sirový je herec a filmový producent a dcera Eliška Sirová herečka. 
Zdenek Sirový zemřel náhle 24. května 1995 v Praze. In memoriam obdržel Cenu Františka Filipovského (1995) za celoživotní mimořádnou dabingovou tvorbu.
Posmrtně vyšla v nakladatelství Československý spisovatel jeho vzpomínková kniha pod názvem ...není zač, řekl Bůh (1996).

## Filmografie
- 1960 Ještě včera to znamenalo smrt (studentský film)
- 1961 Daniel
- 1962 Chlapec a srna
- 1963 Handlíři
- 1963 Hlídač dynamitu
- 1965 Finský nůž
- 1969 Smuteční slavnost
- 1970 Kaňon samé zlato
- 1971 Claim na Hluchém potoku
- 1971 Poslední výstřel Davida Sandela
- 1973 Družina černého pera
- 1978 Hrozba
- 1979 Paragraf 224
- 1987 Outsider
- 1989 Cesta na jihozápad
- 1992 Černí baroni
- 1992 Klíče na neděli (TV film)
- 1993 Mistr Kampanus (TV film)